# توزدیسور
توزدیسور (قزاقی: Тұздысор) یک دریاچه در استان پاولودار کشور قزاقستان است.